# Pelé : Naissance d'une légende
Pour les articles homonymes, voir Pelé (homonymie).
Pour plus de détails, voir Fiche technique et Distribution.
Pelé : Naissance d’une légende (Pelé: Birth of a Legend) est un film biographique américain écrit et réalisé par Jeff Zimbalist et Michael Zimbalist, sorti en 2016. 

## Synopsis
Ayant grandi dans les favelas, le jeune Edson, dit Pelé, est formé au football de rue, imprégné du ginga qui est l'essence du football brésilien mais qui est aussi accusé de la défaite cuisante de 1950 et de la déchéance sportive qui s'ensuit. Remarqué, le jeune garçon rejoint le club de Santos mais se heurte à la nouvelle religion du football inspiré des équipes européennes. Son talent et ses capacités hors normes le mènent ensuite jusqu’à la Coupe du monde de 1958, où, à seulement 17 ans, il impose une créativité footbalistique retrouvée.

## Fiche technique
- Titre original : Pelé: Birth of a Legend
- Titre français : Pelé : Naissance d’une légende
- Réalisation et scénario : Jeff Zimbalist et Michael Zimbalist
- Direction artistique : Dominic Watkins
- Costumes : Ines Salgado
- Photographie : Matthew Libatique
- Montage : Naomi Geraghty
- Musique : A. R. Rahman
- Production : Brian Grazer, Ivan Orlic, Kim Roth et Colin Wilson
- Sociétés de production : Exclusive Media Group, Imagine Entertainment et Seine Pictures
- Sociétés de distribution : IFC Films (États-Unis), Wild Side (France)
- Pays d’origine :  États-Unis
- Langue originale : anglais
- Format : couleur
- Genre : biopic, drame, sport
- Durée : 107 minutes
- Dates de sortie[2] :

 États-Unis : 13 mai 2016
 France : 3 août 2016 (directement en vidéo)

## Distribution
- Kevin de Paula (VF : Mattéo Marchese) : Pelé
- Leonardo Lima Carvalho (VF : Circé Lethem) : Pelé, jeune
- Seu Jorge (VF : Claudio Dos Santos) : Dondinho
- Seth Michaels (VF : Nicolas Matthys) : Mário Zagallo
- Vincent D'Onofrio (VF : Franck Dacquin) : Vicente Feola
- André Mattos : l'entraineur de Santos
- Phil Miler : le narrateur
- Felipe Simas (VF : Alain Eloy) : Garrincha
- Rodrigo Santoro : Annonceur brésilien
- Diego Boneta (VF : Grégory Praet) : José Altafini
- Colm Meaney (VF : Bruno Bulté) : George Raynor

## Autour du film
- Edson Arantes do Nascimento, le véritable Pelé, fait un caméo de 18 secondes vers 1 heure 23 minutes 37 secondes. Il est l'homme qui est en train de boire du café au salon de l’hôtel, où est installée l'équipe nationale du Brésil. L'un des joueurs de l'équipe touche le sucrier sur sa table avec le ballon de foot et fait verser le sucre ; l'acteur Kevin de Paula[3] lui dit : "Je suis désolé monsieur!"

- Extrêmement hagiographique et mélodramatique, le film prend beaucoup de liberté avec la vérité historique, créant des épisodes de fiction parfois peu vraisemblables[4].
- Par exemple durant la deuxième mi-temps de la demi finale contre la France, le nom du Français Robert Jonquet est cité alors qu'il est sorti sur blessure à la 35eme minute. Les remplacements n'existaient alors pas. La France jouait à 10 contre 11 et perdait 2-1 à la mi-temps. Ce qui contredit la narration du film qui montre à la mi-temps un Pelé en plein doute proposant à José Altafini de prendre sa place, (ce qui était impossible, les remplacements n'existant pas à l'époque).